# Unna & Nuuk e il tamburo miracoloso
Unna & Nuuk e il tamburo miracoloso (Unna ja Nuuk) è un film del 2006 diretto da Saara Cantell, distribuito il 20 gennaio 2006 in Finlandia e il 21 luglio in Italia.

## Trama
Il nonno di Unna, una bambina undicenne, soffre di problemi cardiaci che culminano con un infarto per cui è costretto ad essere ricoverato. Il nonno le rivela che, per guarire, deve trovare un rimedio utilizzato anticamente dagli sciamani e che la risposta l'avrebbe trovata nella soffitta di casa. Unna così fa visita a tale soffitta dove trova oggetti misteriosi tra cui un libro contenente immagini di alberi e un tamburo che, una volta percossa, la catapulta nella Preistoria. Rientra subito nel mondo reale e ne parla con la madre, chiedendo aiuto nel trovare il rimedio, ma invano.
Unna riprova a catapultarsi nella Preistoria grazie al tamburo, ma una volta trovatasi lì si imbatte in un bambino di nome Nuuk e successivamente in un gruppo di uomini che li rapiscono e gettano via il tamburo. Dopo essersi liberati, Unna e Nuuk si rifugiano per la notte su un albero e la mattina dopo si dirigono presso la famiglia di Nuuk: quest'ultimo, prima di raggiungerla, sale su un albero per vedere il panorama del suo villaggio, ma cade e, sbattendo la testa, perde i sensi. Alcuni del villaggio accorrono in suo aiuto e credono che sia stata Unna a fargli male, così la catturano e lo portano al cospetto del padre. Però Lumik, sorella di Nuuk, dopo averla osservata, nota una certa somiglianza con il resto della famiglia, così la veste e la trucca secondo i loro costumi. Lumik presenta a Unna la Grande Madre, ossia la nonna, che sa dove si trova l'albero Pou contenente il frutto per la guarigione del nonno, tuttavia le viene negato il permesso da parte del padre di Nuuk di partire, soprattutto nel momento in cui al villaggio è venuta a mancare l'acqua.
A notte fonda, Unna si alza di soppiatto e parte alla ricerca dell'albero, mentre Nuuk, dopo un po' si riprende e cerca di raggiungerla. Unna riesce a trovare l'albero, ma viene sorpresa dal gruppo di uomini che l'aveva precedentemente rapita: il capo tribù crede che Nuuk possa guarire la sua figlioletta, gravemente malata. Dopo aver salvato la piccola, Unna regala il suo telefonino a uno degli uomini, si fa dare il frutto dell'albero e chiede loro di distruggere la diga che si trovava nei pressi del loro campo e che stava ostruendo il flusso d'acqua. Inoltre Unna e Nuuk sono riusciti a placare le rivalità che esisteva tra la tribù e la famiglia di Nuuk.
Con il tamburo, ritrovato dal padre di Nuuk, Unna si ritrova vicino al letto d'ospedale dove è ricoverato il nonno e scopre che quest'ultimo era guarito.